# گوین مکیننس
گوین مایلز مکیننس (انگلیسی: Gavin Miles McInnes؛ زادهٔ ۱۷ ژوئیهٔ ۱۹۷۰) یک نویسنده، لیدر پراد بویز کانادا است. او از بنیان‌گذاران رسانه وایس و مجله وایس  و مجری شوی گاوین مکیننس در کامپوند مدیا است. او با ربل مدیا و  مجله تاکی همکاری دارد و مهمان مکرر برنامه‌های تلویزیونی فاکس نیوز و دبلیز بوده‌است.
مکیننس پس از خروج از وایس در سال ۲۰۰۸ به‌طور فزاینده‌ای برای دیدگاه‌های سیاسی دست راستی خود شناخته شده‌است. او رئیس یک سازمان دست راستی مردان به نام پراد بویز است.
گَوین به آثار منفی فمینیسم در آمریکا اشاره می‌کند. بر اساس عقیده او فمینیسم زنان را غمگین و بدبخت می‌کند.
همچنین او از فرهنگ مهاجران از جمله هندی ها، مسلمانان و مکزیکی‌ها به شدت انتقاد می‌کند. برای مثال، یکی از عامل عقب‌ماندگی مسلمانان را، قرآن می‌داند که ازدواج فامیلی را پیشنهاد می‌دهد. بر اساس عقیده او مسلمانان با ازدواج فامیلی ژن خود را بیمار می‌کنند.. این درحالی است که اساسا در قرآن توصیه به ازدواج فامیلی وجود ندارد و آنچه مدعی آن است تنها در برخی از روایات آمده است. او علت عقب‌ماندگی پاکستانی‌ها را ازدواج فامیلی می‌داند. او علت چاقی مکزیکی‌ها را حافظه‌ی آن‌ها از قحطی می داند. او با مطرح کردن مباحث نژادی بدون بنیان قوی علمی باعث تنش‌های نژادپرستی در برخی جوامع شده است؛ برای نمونه ازدواج فامیلی مسلمانان قبلاً در مسحیان هم رایج بوده ولی بخاطر فرزندان نافص کلیسا آن را ممنوع می‌کند، درحالیکه امروزه با دانش ژنتیک حتی ازدواج برادر با خواهر هم از نظر ژنتیکی بررسی می‌شود؛ برای نمونه در استرالیا دختری با پدر خود ازدواج کرده و فرزندان سالمی دارند. در حالیکه مثال خلاف آن هم بسیار دیده می‌شود که ازدواج فامیلی سبب فرزندان کور یا بیش‌فعال و یا کم هوش می‌شوند. انیشتن و داروین دو دانشمند بزرگ بر خلاف دستور کلیسا ازدواج فامیلی داشته‌اند. در مجموع کارشناسان ازدواج فامیلی را پیشنهاد نمی‌دهند و حتی ازدواج‌های غیرفامیلی را ملزم به آزمایش ژنتیک می‌دانند. همچنین ازدواج‌های داخل فامیلی را اصلاً پیشنهاد نمی‌دهند. در مجموع برخی کارشناسان ژنتیک ازدواج فامیلی را رد و حتی پیشنهاد می‌کنند، که از تاریخچه افراد اطلاع حاصل کنند که بیماری‌های ژنتیکی نداشته باشند؛ مثلاً پدر یا مادر شخص یا وابستگان نزدیک آنان در سن پایین بر اساس سرطان فوت نکرده باشند یا کلا بیماری خاصی ارثی بحساب نیاید. تنها دلیل تاریخی ازدواج فامیلی نگهداری سرمایه داخل فامیل بوده است که در خلفا و پادشاهان اسلامی رایج بوده است. خلاصه‌ای از نظرات گوین را در اینجا می توانید ببینید.
گوین شواهدی را ارائه کرده است که سقط جنین تنها برای فاحشه‌گری کاربرد دارد و نوعی نسل‌کشی بشر می‌باشد او نمونه می‌آورد که در چین و کانادا جنین‌ها را بر اساس جنسیت آن‌ها سقط می‌کنند. در این مصاحبه صحبت می‌کند در اینجا.